# Ruta Estatal de California 124
La Ruta Estatal de California 124, y abreviada SR 124 (en inglés: California State Route 124) es una carretera estatal estadounidense ubicada en el estado de California. La carretera inicia en el Sur desde la SR 88     cerca de Ione hacia el Norte en la SR 16     cerca de Drytown. La carretera tiene una longitud de 16,6 km (10.33 mi).

## Mantenimiento
Al igual que las autopistas interestatales, y las rutas federales y el resto de carreteras estatales, la Ruta Estatal de California 124 es administrada y mantenida por el Departamento de Transporte de California por sus siglas en inglés Caltrans.

## Cruces
Toda la ruta se encuentra dentro del condado de Amador.
| Localidad | Miliario    | Destinos                                                         | Notas                      |
| --- | ----------- | ---------------------------------------------------------------- | -------------------------- |
| | 0.00        | SR 88 – Jackson, Clements, Stockton                              |                            |
| Ione | 2.29 R5.96  | SR 104 este (Main Street) – Jackson                              | Extremo sur de la SR 104   |
| Ione | R5.77 R2.29 | SR 104 oeste (Preston Avenue) / Shakeley Lane – Galt, Sacramento | Extremo norte de la SR 104 |
| | R10.33      | SR 16 SR 49 – Placerville, Plymouth, Sacramento                  |                            |
| 1.000 mi = 1.609 km; 1.000 km = 0.621 mi Cerrada/Antigua • Terminal concurrente • Acceso incompleto • Propuesta/Sin abrir |             |                                                                  |                            |

1. 1 2  Indica que el miliario representa la distancia a lo largo de la SR 104 y no la de la SR 124.